# جورجي ستانكوف
جورجي ستانكوف (بالبلغارية: Георги Станков)‏ (مواليد 10 أغسطس 1943) هو ملاكم بلغاري، مثّل بلاده في الألعاب الأولمبية الصيفية في دورتي 1968 و1972.

## روابط خارجية
جورجي ستانكوف على موقع أوليمبيديا (الإنجليزية)